# Eaton (Kolorado)
Eaton – miasto w Stanach Zjednoczonych, w stanie Kolorado, w hrabstwie Weld.